# Авторско право (списание)
„Авторско право“ е българско списание, посветено на въпросите на авторското право — как възниква той, кой е автор и кой носител на права, как могат да се използват обектите на авторското право, как авторите да защитят правата си и други.
Темите, които се поставят, вълнуват различни кръгове от обществото, като амбицията е текстовете в списанието да бъдат достъпни и до по-широката аудитория. Това са въпроси, които интересуват както автори, артисти-изпълнители, продуценти на филми и звукозаписи, радио и телевизионни организации, издателства, така и практикуващи юристи и студенти по право и интелектуална собственост.